# Kalimantan du Sud
Kalimantan du Sud (en indonésien Kalimantan Selatan, parfois abrégé Kalsel) est une province d'Indonésie située sur l'île de Bornéo. La province est bordée à l'ouest par celle de Kalimantan central et à l'est par celle de Kalimantan oriental. Sa capitale est Banjarbaru depuis le 15 février 2022 (après un transfert depuis Banjarmasin).
La superficie de la province est de 37 660km 2. Sa population était de 4,07 millions d'habitants en 2020.

## Histoire
A 190 km au nord de Banjarmasin se trouve le site de Candi Agung, où l'on a retrouvé des vestiges de rite shivaïte.
La Hikayat Banjar (« histoire des Banjar »), encore appelée « Histoire de Lambung Mangkurat », est une chronique en malais, dont la dernière partie a été écrite en 1663. La première partie est plus ancienne. Cette chronique raconte l'histoire des rois de Banjar dans le sud-est de Bornéo et de Kota Waringin dans le sud de l'île, et retrace l'origine du peuplement du sud-est de Bornéo par les Malais.
Banjarmasin figure parmi les "contrées tributaires" du royaume de Majapahit dans l'est de Java que cite le Nagarakertagama, un poème épique écrit en 1365 à l'époque du roi Hayam Wuruk (règne 1350-89). On a en tout cas retrouvé des vestiges de l'époque Majapahit dans la province.

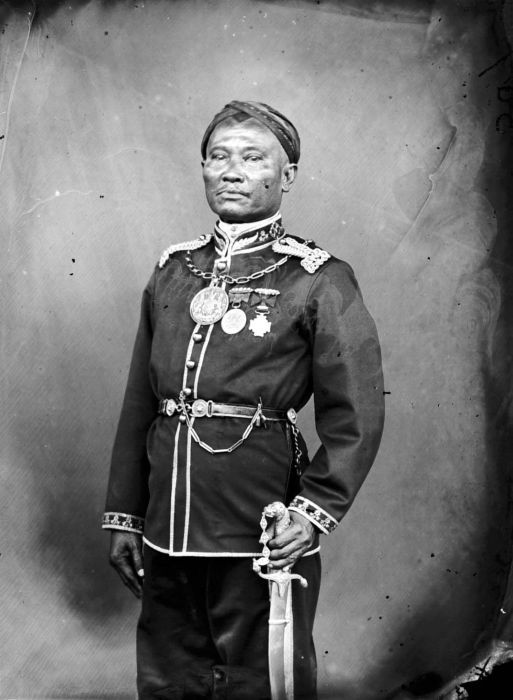
Le regent Soeria Winata de Martapura en 1870.

L'islamisation de Banjarmasin est favorisée par l'essor du royaume musulman de Demak sur la côte nord de Java au début du XVIe siècle. La VOC (Vereenigde Oostindische Compagnie ou « Compagnie hollandaise des Indes orientales ») y ouvre un comptoir en 1606. Dans les années 1620, le Sultan Agung de Mataram à Java veut attaquer Banjarmasin et demande le soutien naval de la VOC, qui le lui refuse. Banjarmasin deviendra finalement vassal de Mataram mais s'en affranchira en 1659.
En 1733, une flotte de pirates Bugis attaque sans succès Banjarmasin. Le déclin de la VOC à la fin du XVIIIe siècle permet une renaissance des réseaux commerciaux asiatiques, musulmans et chinois, favorisant le développement de Banjarmasin.
En 1800, le gouvernement hollandais reprend les actifs de la VOC, déclarée en faillite. À partir de 1815, les Hollandais combat les "pirates malais" qui pillent notamment les côtes de Java. Ces campagnes servent de prétexte à attaquer les sultanats malais, dont Banjarmasin. Entre 1817 et 1821 le sultan doit céder des territoires aux Hollandais, qui commencent à y exploiter des mines de charbon en 1846. En 1859 le prince Antasari et deux dirigeants paysans attaquent une mine hollandaise. La rébellion est réprimée mais les Hollandais saisissent ce prétexte pour déposer le sultan et prendre le contrôle direct du territoire.

### Les territoires de Bandjar et de Kalimantan du Sud-Est

La république des États-Unis d'Indonésie, 14 décembre 1949-17 août 1950 (en rouge, la république d'Indonésie proprement dite).

Le 8 janvier 1947 est créé, à l'instigation des Hollandais, le territoire de Kalimantan Tenggara ("Kalimantan du Sud-Est"). Le Daerah Bandjar ("territoire de Bandjar") est créé le 14 janvier 1948.
Ces deux territoires rejoignent la république des États-Unis d'Indonésie formée le 14 décembre 1949. Ils sont incorporés à la république d'Indonésie le 4 avril 1950.

## Démographie

### Informations générales
Le principal groupe habitant Kalimantan du Sud sont les Malais, qui se donnent le nom de "Banjar". Les autres groupes sont les Bugis, les Dayaks (qui peuplent surtout l'intérieur), les Javanais et les Madurais.

### Religion
|                | Quantité  | %      |
| -------------- | --------- | ------ |
| Islam          | 4 108 232 | 97,02% |
| Protestantisme | 56 687    | 1,34%  |
| Hindouisme     | 24 158    | 0,57%  |
| Catholicisme   | 23 711    | 0,56%  |
| Bouddhisme     | 12 060    | 0,11%  |
| Autres         | 9 366     | 0,22%  |

## Divisions administratives
Kalimantan du Sud est subdivisé en onze kabupaten :
- Balangan (Paringin)
- Banjar (Martapura)
- Barito Kuala (Marabahan)
- Hulu Sungai du Sud (Kandangan)
- Hulu Sungai central (Barabai)
- Hulu Sungai du Nord (Amuntai)
- Kotabaru (Kotabaru)
- Tanah Laut (Tanjung)
- Tabalong (Batulicin)
- Tanah Bumbu (Pelaihari)
- Tapin (Rantau)

et deux kota :
- Banjarbaru
- Banjarmasin

## Environnement
Le parc national de Tanjung Puting est situé sur une péninsule dans le sud de la province. Il contient la 3e plus vaste forêt tropicale du monde. C'est la seule zone protégée d'Asie du Sud-Est a comporter à la fois des zones humides, des marécages et de la forêt tropicale.
Sa superficie est de 300 000 hectares. Créé comme réserve de chasse et zone de protection de l'orang-outan en 1936, il a été élevé au rang de parc national en 1982.

## Économie
La province est restée un important producteur de charbon, grâce à des mines mises en exploitation dans les années 1990. Tutupan produit 18 millions de tonnes par an, Satui et Senakin 11 millions de tonnes par an. 